# Віреон сіроголовий
Вірео́н сіроголовий (Vireolanius leucotis) — вид горобцеподібних птахів родини віреонових (Vireonidae). Мешкає в Південній Америці.

## Опис

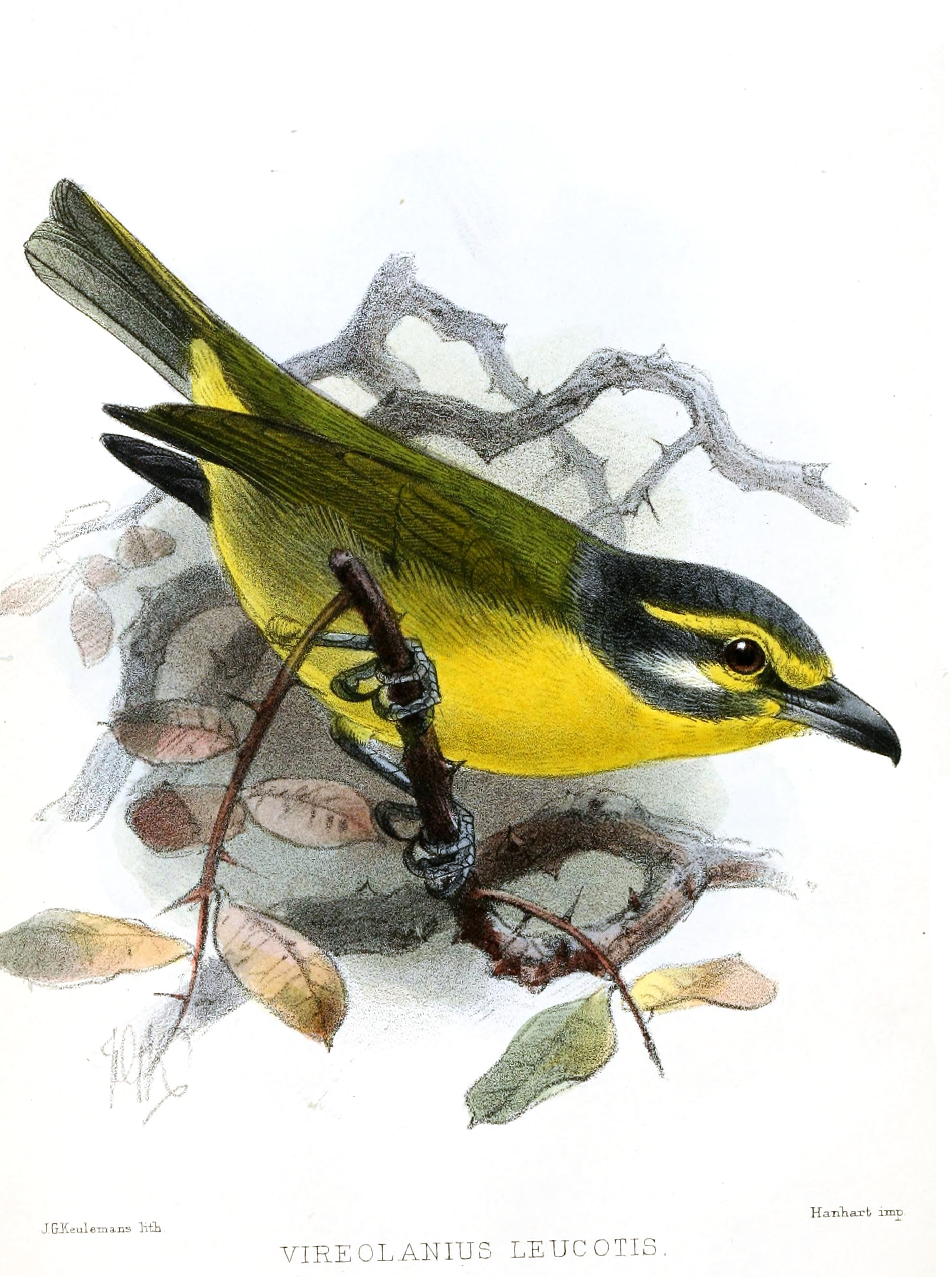
Сіроголовий віреон

Довжина птаха становить 14-15 см, вага 21,5-30 г. Верхня частина тіла оливково-зелена, горло яскраво-жовте. Нижня частина тіла жовта з оливковим відтінком. Голова сіра з чорними смугами, над очима жовті "брови", під очима чорні плями. Очі жовтувато-зелені, дзьоб міцний, вигнутий, зверху чорнуватий, знизу сизий, лапи сіруваті. Представники номінативного підвиду вирізняються білими плямами на щоках, представники підвиду V. l. mikettae вирізняються рожевуватими лапами.

## Підвиди
Виділяють чотири підвиди:
- V. l. mikettae Hartert, E, 1900 — західна Колумбія (на південь від річки Сан-Хуан[es]) і західний Еквадор (на південь до південно-західного Азуаю);
- V. l. leucotis (Swainson, 1838) — південна Венесуела (Амасонас, Болівар), Гвіана, північна Бразилія (на південь до Амазонки), крайній півдекнь Колумбії, схід Еквадору і північ Перу (на південь до Сан-Мартіна);
- V. l. simplex Berlepsch, 1912 — східне Перу (від Уануко до Аякучо і Куско), Бразилія (на північ до Амазонки, між річками Пурус і Токантінс);
- V. l. bolivianus Berlepsch, 1901 — південний схід Перу (Куско) і північна Болівія.

## Поширення і екологія
Сіроголові віреони мешкають в Колумбії, Венесуелі, Гаяні, Французькій Гвіані, Суринамі, Бразилії, Еквадорі, Перу і Болівії. Вони живуть в кронах вологих рівнинних і гірських тропічних лісів. Зустрічаються парами, на висоті до 2100 м над рівнем моря, переважно на висоті до 1400 м над рівнем моря. Іноді приєднуються до змішаних зграй птахів. Живляться комахами і гусінню, яких шукають на деревах.